# Miguel Grau Seminario
Miguel María Grau Seminario, född den 27 juli 1834 i Piura, död den 8 oktober 1879 nära Punta Angamos var en peruansk amiral och politiker.

## Biografi

### Tidig karriär
Som ung fick Grau sina första erfarenheter till sjöss ombord på briggen Tescua. Där var han även med om ett svårt missöde när denna sjönk utanför Gorgona. Sin militära karriär inom marinen inledde han 1854 som sjökadett innan han tog examen som fänrik 1856. Under peruanska inbördeskriget 1856–1858 gav han sitt stöd till Manuel Ignacio de Vivanco, men efter att denne förlorade blev han utesluten från marinen och återvände till handelsflottan, i vilken han företog många resor runt om i världen.
Grau återvände till marinen 1862 och genomförde två år senare ett officiellt uppdrag till Europa för att införskaffa fartyg. Han blev till följd av detta den första befälhavaren för korvetten Unión och företog år 1865 seglingen tillbaka till Peru med dess systerfartyg América. Följande år inleddes chinchakriget, i vilket Peru var allierat med Chile mot Spanien. Som befälhavare för Unión deltog Grau, nu som fregattkapten, med djärvhet i slaget vid Abtao, där den peruansk-chilenska flottan segrade mot en spansk eskader.
Efter krigets slut drog sig Grau år 1867 tillbaka från aktiv tjänst för att gifta sig med Dolores Cabero Núñez, med vilken han senare fick få tio barn. Han återvände dock år 1868 och blev befälhavare för monitorn Huáscar.

### Politisk verksamhet
Redan år 1872 blev Grau inblandad i politiken då han var motståndare till Tomás Gutiérrez statskupp, mot vilken han uttalade sig och han ledde även en rörelse till förmån för demokratisk stabilitet och konstitutionell ordning. Från och med år 1876 var han aktiv medlem i politiken när han blev medlem av partiet Partido Civil och han var representant för distriktet Paita i kongressen. Fortfarande representeras han med en plats i kongressen och när hans namn blir uppropat svarar alla kongressledamöter med "närvarande".

### Senare karriär
Grau blev år 1877 utnämnd till överbefälhavare för marinen av president Mariano Ignacio Prado. Följande år utfärdade han en rapport i vilken han utvärderade marinens allmänna tillstånd angående materialfrågor och personalfrågor samt utpekade viktiga rekommendationer.
När stillahavskrigen bröt ut år 1879 blev Grau återigen befälhavare för Huáscar, med vilken han kom att utföra briljanta krigsoperationer. Hans första viktiga drabbning var i sjöslaget vid Iquique då han sänkte den chilenska korvetten Esmeralda. Efter slaget beordrade han att Esmeraldas besättning skulle räddas, en typisk gest som gav honom smeknamnet havens gentleman. Kort därefter segrade han i första slaget vid Antofagasta och beslagtog dagen därpå två handelsfartyg.
Efter en tid av relativ overksamhet möttes Grau med nästa stora framgång den 23 juli då han erövrade transportfartyget Rímac tillsammans med dess besättning och krigsmateriel. Därefter genomförde han med Huáscar flera räder i vilka hamnanläggningar och fartyg förstördes med målet att så mycket som möjligt påverka den chilenska ekonomiska ansträngningen i kriget. Dock undvek han att skada försvarslösa chilenska bosättningar. Till följd av dessa lyckosamma krigsoperationer befordrades han till Konteramiral, något han vägrade visa eftersom han då skulle behöva överlämna befälet av Huáscar.
I början av oktober 1879 hade den chilenska flottan utarbetat en plan för att fånga Huáscar. Tidigt på morgonen den 8 oktober var Huáscar och Unión på väg norrut ifrån Antofagasta när två överlägsna chilenska eskadrar i hemlighet lyckades utmanövrera dem och tvinga fram ett slag utanför Punta Angamos. Unións snabbhet gjorde att hon kunde fly från fällan men Huáscar var tvungen att slåss. Den underlägsna peruanska besättningen bjöd hårt motstånd och höll sig länge. Omkring klockan 10:00 blev Grau dödad av en granat från pansarfartyget Almirante Cochrane och Huáscar blev erövrad.

## Eftermäle
Miguel Grau Seminario är Perus mest ryktbara sjömilitär och en av de mest välkända sjömilitärerna i Amerika, samt har kallats "Millenniets Peruan". Han är även känd för sin chevalereska behandling av besegrade fiender och är högt skattad i såväl Peru som i Chile. Den peruanska historikern Jorge Basadre skrev att "Miguel Grau Seminario var en man som engagerade sig för sin tid, för sitt land och dess värderingar. Han var ärlig och lojal mot sina principer, han försvarade den konstitutionella ordningen och var en fiende till diktaturer. Angamos hjälte var alltid i linje med bekräftelsen av republikens moraliska normer och traditioner. Hedrad i kabinen och i kommandotornet, liksom i vardagsrummet och hemma".